# Osroe I
Osroe I di Partia (... – 129) governò l'impero dei Parti dal 109 al 129, succedendo al fratello Pacoro II.
Per l'intera durata del suo regno si oppose al rivale Vologase III che aveva preso potere nella parte est della Partia.
Osroe invase l'Armenia, eleggendo come re in un primo tempo suo nipote Axidares, quindi suo fratello Partamasiri, che divenne a tutti gli effetti re d'Armenia. Questa conquista, diretta verso un territorio dell'Impero Romano (i due imperi alternavano la propria egemonia sull'Armenia dall'epoca di Nerone), portò i Parti a una guerra contro i romani guidati dall'imperatore Traiano.
Nel 113 Traiano invase la Partia, marciando prima contro l'Armenia. Nel 114 Parthamasiri si arrese e venne ucciso. Traiano annesse allora l'Armenia all'Impero Romano. Quindi marciò verso la Partia, conquistando le città di Babilonia, Seleucia e la capitale Ctesifonte nel 116. Depose Osroe I e mise come regnante Partamaspate, un sovrano che non aveva poteri effettivi. In Mesopotamia il fratello di Osroe I, Mitridate V, e suo figlio Sanatruce II conquistarono il diadema e lottarono contro i romani, ma Traiano marciò verso il Golfo Persico, sconfiggendoli e dichiarando la Mesopotamia una nuova provincia dell'Impero Romano. Dopo il 116 Traiano attraversò le montagne di Khūzestān addentrandosi nella Persia e conquistando l'importante città di Susa.
Con la morte di Traiano (117) e la ritirata romana dalla zona, Osroe sconfisse facilmente Partamaspate e reclamò il trono. Adriano venne a conoscenza di ciò e riconobbe Osroe come sovrano e Partamaspate come re dell'Osroene, e liberò la figlia di Osroe che era stata presa come prigioniera da Traiano. La guerra contro i romani favorì Vologase III, poiché il suo potere si fondava nelle regioni più orientali dell'impero.
Sembra che il conflitto con Roma avesse indebolito Osroe I e rafforzato il suo rivale Vologase III - da circa il 121 d.C. ci sono poche monete del primo e molte di quest'ultimo.
Alla morte di Osroe I gli successe il fratello Mitridate V, che continuò la lotta contro Vologase III.